# Cosa farai/Firenze S. Maria Novella
Cosa farai/Firenze S. Maria Novella è un singolo di Pupo, pubblicato dall'etichetta discografica Baby Records nel 1980 e tratto dall'album Più di prima.
Firenze S. Maria Novella viene diffusa allo stadio Artemio Franchi per le vittorie casalinghe della Fiorentina.